# Isoperla armeniaca
Isoperla armeniaca är en bäcksländeart som beskrevs av Zhiltzova 1961. Isoperla armeniaca ingår i släktet Isoperla och familjen rovbäcksländor. Inga underarter finns listade i Catalogue of Life.